# Merhawi Mebrahtu
Merhawi Mebrahtu (21 settembre 2003) è un mezzofondista eritreo.

## Palmarès
| Anno | Manifestazione     | Sede     | Evento         | Risultato | Prestazione | Note                          |
| ---- | ------------------ | -------- | -------------- | --------- | ----------- | ----------------------------- |
| 2021 | Mondiali juniores  | Nairobi  | 3000 m piani   | 4º        | 7'55"50     | Miglior prestazione personale |
| 2021 | Mondiali juniores  | Nairobi  | 5000 m piani   | 5º        | 13'40"63    | Miglior prestazione personale |
| 2022 | Mondiali juniores  | Cali     | 5000 m piani   | Argento   | 14'03"33    |                               |
| 2022 | Mondiali           | Eugene   | 5000 m piani   | Batteria  | 13'24"89    |                               |
| 2023 | Mondiali           | Budapest | 10000 m piani  | 19º       | 28'50"62    |                               |
| 2024 | Giochi panafricani | Accra    | 10000 m piani  | 8º        | 30'02"26    |                               |
| 2024 | Mondiali di cross  | Belgrado | Corsa seniores | 28º       | 28'40"      |                               |
| 2024 | Mondiali di cross  | Belgrado | A squadre      | 6º        | 113 p.      |                               |
| 2024 | Giochi Olimpici    | Parigi   | 10000 m piani  | 15º       | 27'24"25    |                               |

## Campionati nazionali
2020
- 7º ai campionati eritrei, 1500 m piani - 3'53"4

2021
- Bronzo ai campionati eritrei juniores, 5000 m piani - 14'25"0
- Argento ai campionati eritrei juniores, 3000 m piani - 8'15"56

2022
- Bronzo ai campionati eritrei, 5000 m piani - 14'24"7
- Bronzo ai campionati eritrei juniores, 3000 m piani - 8'18"3

## Altre competizioni internazionali
2021
- 4º al Cross Internacional de Venta de Baños ( Venta de Baños) - 33'21"

2022
- Argento al Meeting Iberoamericano ( Huelva), 5000 m piani - 13'04"49
- Argento al Cross Internacional de Soria ( Soria) - 28'36"
- 5º al Cross Internacional de Itálica ( Siviglia) - 29'08"
- 4º al Cross de Atapuerca ( Atapuerca) - 28'09"

2023
- 16º al Cross de Atapuerca ( Atapuerca) - 27'08"
- Argento al Cross Internacional Zornoza ( Amorebieta-Etxano) - 25'48"

2024
- 28º alla 10K Valencia Ibercaja ( Valencia) - 28'18"
- Argento alla CrossCup de Hannut ( Hannut) - 28'30"